# Liste des phares de Chypre

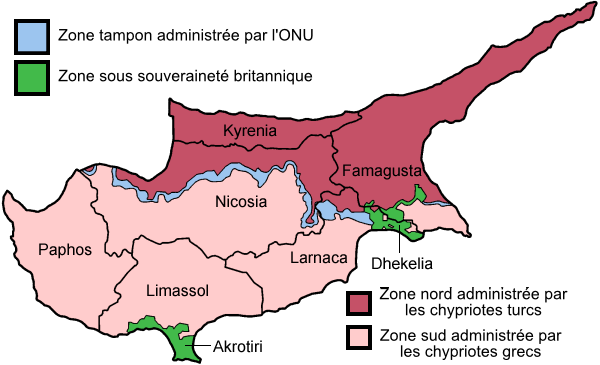
Carte de Chypre

Liste des phares de Chypre : Chypre est la troisième plus grande île qui se trouve à l'extrémité orientale de la mer Méditerranée. Cette liste comprend ceux situés dans Chypre du Nord et ceux en République de Chypre
Les aides à la navigation sont exploitées et entretenues par la Turkish Cyprus Coastal Safety and Salvage Directorate pour le Nord, et la Cyprus Ports Authority (en) pour le Sud.

## Chypre du Nord

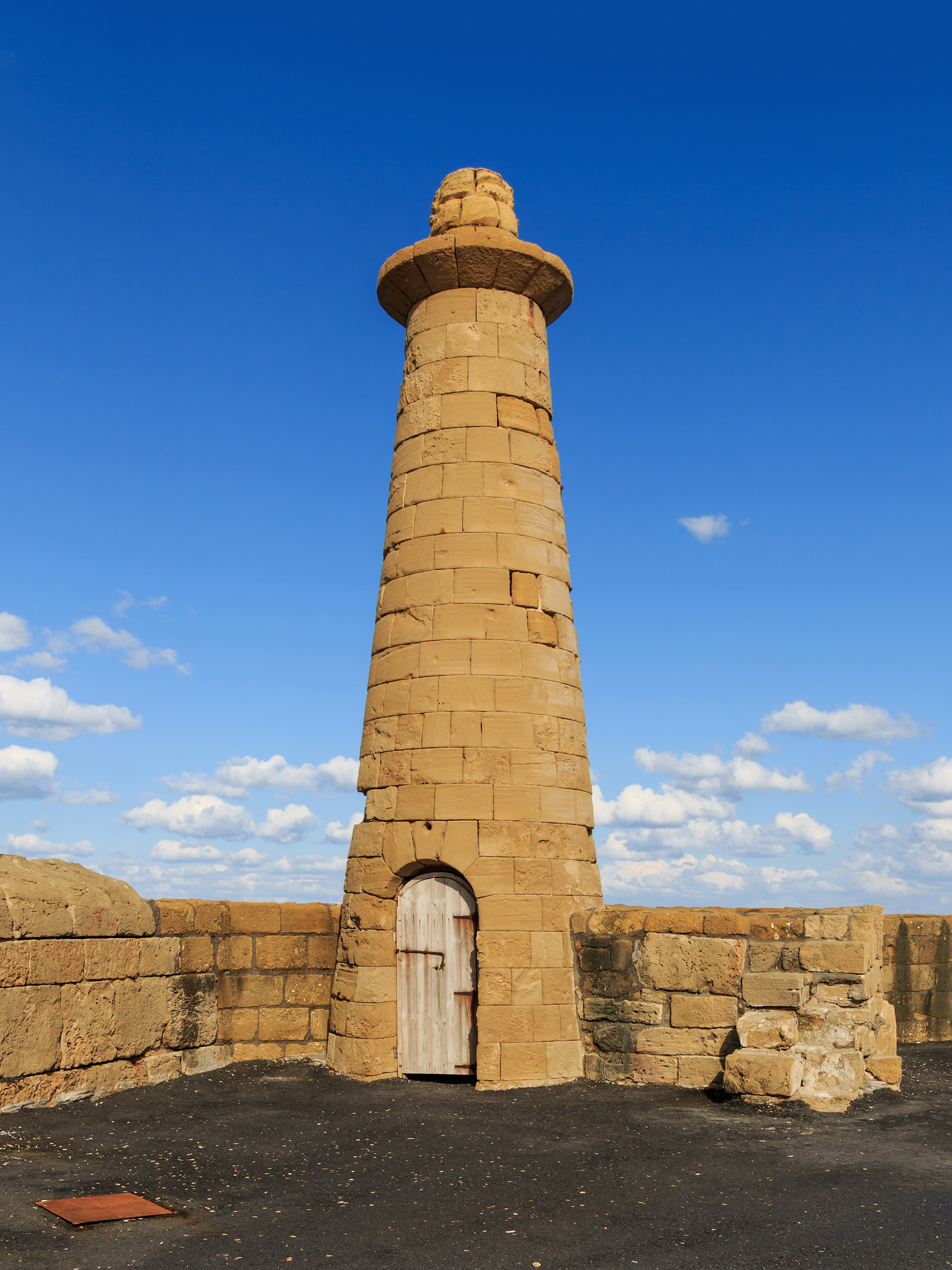
Old Kyrenia

- Phare de Cape Kormakitis
- Phare de Kyrenia (1907) (Inactif)
- Phare de Kyrenia (1963)
- Phare du cap Saint-André
- Phare de Cape Elea
- Phare du bastion de Famagouste
- Phare de Famagouste

## République de Chypre

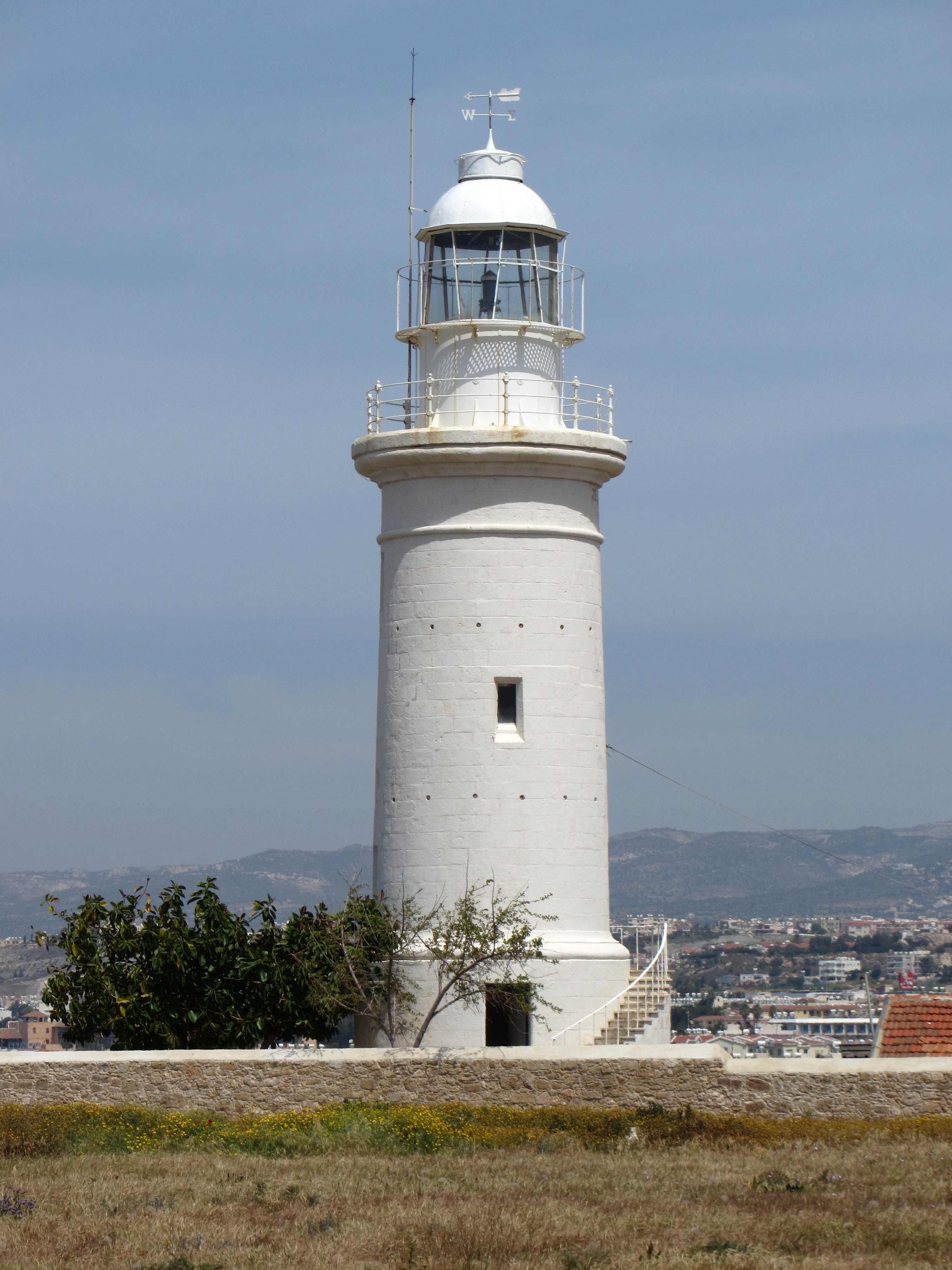
Paphos

- Phare de Cape Akamas
- Phare de Paphos
- Phare du cap Kiti
- Phare du cap Greco
- Phare de Limassol

## Akrotiri et DhekeliaRoyaume-Uni
- Phare de Cape Gata